# Консепсьон-дель-Оро (муниципалитет)
Консепсьон-дель-Оро (исп. Concepción del Oro) — муниципалитет в Мексике, штат Сакатекас, с административным центром в одноимённом городе. Численность населения, по данным переписи 2010 года, составила 12 803 человека.

## Общие сведения
Название Concepción del Oro происходит от латинских concebiré — находить и aurus — золото, что можно перевести как: месторождение золота.
Площадь муниципалитета равна 2 418 км², что составляет 3,2 % от площади штата. На севере муниципалитет граничит с другим штатом Мексики — Коауила, а на юге с Сан-Луис-Потоси. На востоке он граничит с муниципалитетом Масапиль и на западе с Эль-Сальвадором.

## Учреждение и состав
Муниципалитет был образован в 1857 году, в его состав входит 64 населённых пункта, самые крупные из которых:
| Код INEGI | Населённый пункт                                                      | Численность населения (2005 год) | Численность населения (2010 год) | Фото                                  |
| 001       | Всего                                                                 | 11 857                           | 12 803                           |                                       |
| 0001      | Консепсьон-дель-Оро (административный центр)                          | 6 653                            | 7 210                            | Минералы, добываемые в муниципалитете |
| 0127      | Колония-Фовиссте (исп. Colonia Fovisste)                              | 515                              | 756                              | Минералы, добываемые в муниципалитете |
| 0050      | Ла-Курва (исп. La Curva))                                             | 408                              | 536                              | Минералы, добываемые в муниципалитете |
| 0012      | Гуадалупе-Гарсарон (исп. Guadalupe Garzarón)                          | 385                              | 412                              | Минералы, добываемые в муниципалитете |
| 0011      | Лос-Энсинос (исп. Los Encinos)                                        | 324                              | 349                              | Минералы, добываемые в муниципалитете |
| 0030      | Эмансипасьон (Танке-дель-Альто) (исп. Emancipación (Tanque del Alto)) | 377                              | 337                              | Минералы, добываемые в муниципалитете |
| 0025      | Эль-Салеро (исп. El Salero)                                           | 252                              | 305                              | Минералы, добываемые в муниципалитете |

## Экономическая деятельность
По статистическим данным 2000 года, работоспособное население занято по секторам экономики в следующих пропорциях: сельское хозяйство и скотоводство — 17 %, обрабатывающая промышленность и строительство — 37,1 %, сфера услуг и туризма — 42,2 %.

## Инфраструктура
По статистическим данным 2010 года, инфраструктура развита следующим образом:
- электрификация: 97,6 %;
- водоснабжение: 90,9 %;
- водоотведение: 93,4 %.

## Туризм
В муниципалитете можно посетить:
- приход Непорочного зачатия,
- городская ратуша,
- церковь Гуачито,
- производственный музей,
- памятники и монументы.